# 福島高晴
福島 高晴（ふくしま たかはる）は、安土桃山時代から江戸時代初期にかけての武将、大名。大和宇陀松山藩主。初名は正頼。

## 生涯
天正元年（1573年） 、福島正信の次男として尾張国海東郡（現在の愛知県あま市）にて誕生。
兄・正則と共に従兄にあたる豊臣秀吉に仕えて伊予国で5000石を与えられ、九州平定・小田原征伐・文禄の役にも従軍。文禄3年（1594年）に伊勢国長島に1万石を与えられた。
慶長5年（1600年）の関ヶ原の戦いでは兄と共に東軍に与して会津征伐に従軍し、西軍が挙兵すると本国に戻って西軍に与した氏家行広（桑名城主）を攻めた。
その功績により戦後、大和宇陀松山3万石に加増移封される。宇陀松山移封後は、宇陀松山城の改修や城下町の整備に取り組んだ。ただし、藩内では専横な振る舞いが目立ち、家臣により徳川家康に訴え出られるも、兄・正則の旧功もあって家康は糾明をせずにいた。
しかし、慶長20年（1615年）6月25日に大坂夏の陣において豊臣氏に内通していた嫌疑（密かに兵糧を大坂城に入れていた説あり）をかけられて改易される（理由については、駿府町奉行彦坂光正の許可を取らず、駿府城の大手門付近で家康に訴え出た家臣を捕らえる騒動を起こしたためともされる）。

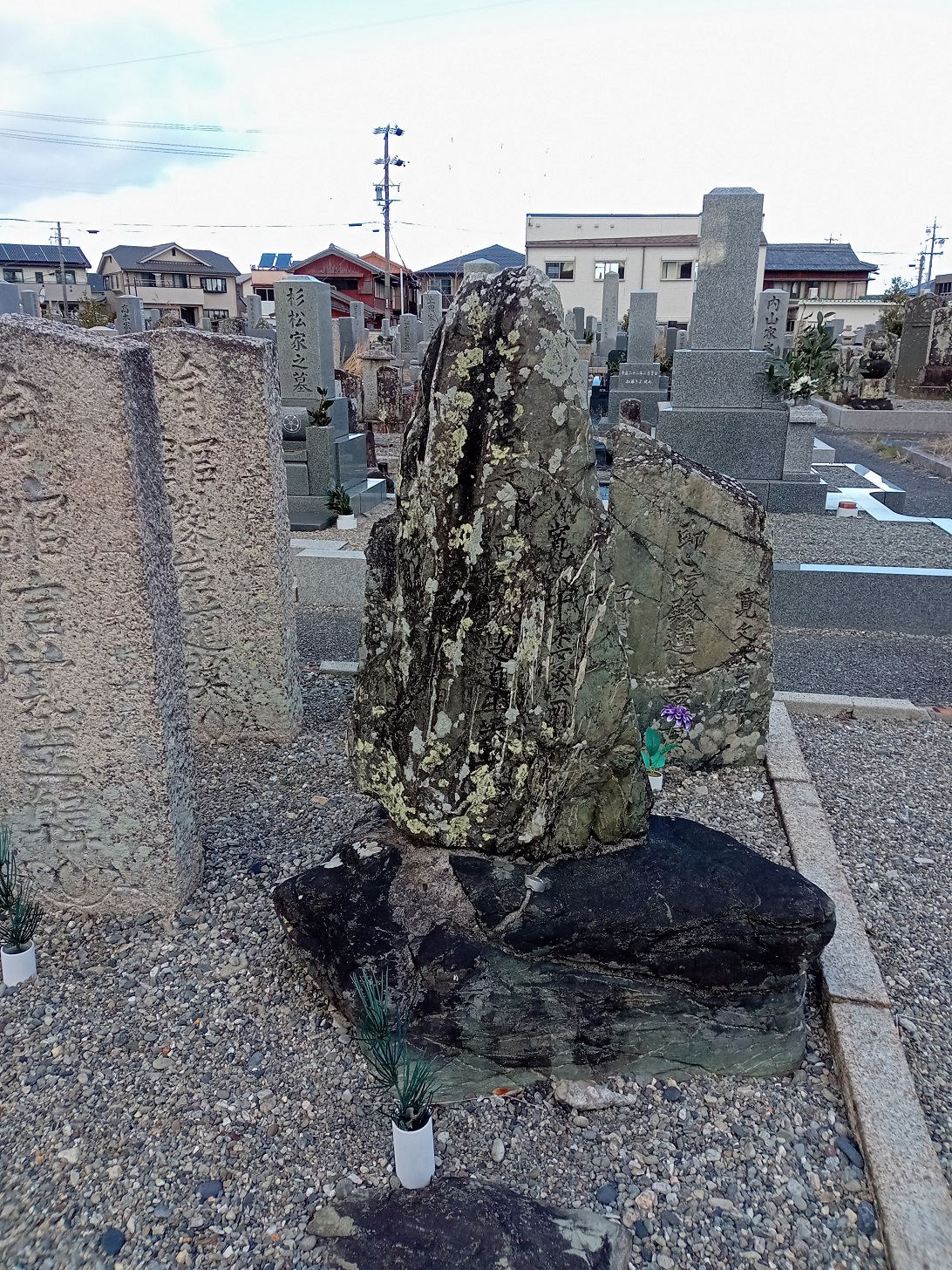
伊勢市営大世古墓地の福島高晴の墓

ただし嫡子の正晴（高経）の子・忠政は500石を与えられて名跡存続を許された。その跡を養子の定正（前田利意の子）が継ぎ、正武、正胤と続くが、正胤は博奕の罪により遠島となった。
改易後は道牛と号し、伊勢山田に蟄居、その生活は貧困を窮めたという。
寛永10年（1633年）9月25日、赦免されることなく在所にて死去した。